# We Feed the World
We Feed the World es un documental austríaco que muestra una imagen crítica sobre el aumento de la industrialización y de la masificación de la producción de alimentos.
El hilo conductor del documental es una entrevista con Jean Ziegler (ponente especial de Naciones Unidas para el derecho a la alimentación), informador especial de las Naciones Unidas sobre el derecho a la alimentación. La película, el documental de mayor éxito de las últimas décadas en Austria, cuestiona el comportamiento de consumo y la responsabilidad de cada uno.
El film nos lleva por Francia, España, Rumania, Suiza, Brasil y de vuelta a Austria. Además de Jean Ziegler, en este documental se entrevista al Director de Producción de Pioneer, la mayor empresa de semillas del mundo, y a Peter Brabeck, Director de Nestlé Internacional, la mayor empresa alimenticia del mundo, además de a pescadores, agricultores y biólogos.

## Premios
- Motovun Film Festival. 2006
  - Amnesty International Human Rights Award
  - FIPRESCI-Preis
- Österreichischer Filmpreis 2006

- Datos: Q697687